# Afurca
Afurca (hay còn là Afurdzha) là một ngôi làng và đô thị ở vùng Quba của Azerbaijan. Có dân số là 819 người.